# Ардатовская епархия
Арда́товская епа́рхия — епархия Русской православной церкви, объединяющая приходы в пределах Ардатовского, Атяшевского, Большеберезниковского, Большеигнатовского, Дубёнского и Чамзинского районов Мордовии. Входит в состав Мордовской митрополии.

## История
В 1922 году создано Ардатовское титулярное викариатство Симбирской епархии. Названо по городу Ардатову. Одно из множества викариатств, возникших в 1920-х годах и призванных поддерживать правящего архиерея во времена гонений и церковных расколов. Пресеклось уже в 1920-х годах.
Самостоятельная Ардатовская епархия образована 30 мая 2011 года решением Священного Синода, на территории восточных районов Республики Мордовия, будучи выделенной из состава Саранской епархии.
5 октября 2011 года епископом Ардатовским и Атяшевским избран клирик Саранской епархии игумен Вениамин (Кириллов).
6 октября 2011 года Ардатовская, Саранская и Краснослободская епархии включены в состав новообразованной Мордовской митрополии.

## Епископы
Ардатовское викариатство Симбирской епархии
- июнь — конец 1922 — Ювеналий (Машковский)
- ноябрь 1923 — 30 июля 1928 — Поликарп (Тихонравов)

Ардатовская епархия
- 30 мая — 14 октября 2011 — в/у Варсонофий (Судаков), митрополит Саранский
- 14 октября 2011 — 24 августа 2023 Вениамин (Кириллов)
- 24 августа 2023 ― 11 июля 2024 ― в/у Зиновий (Корзинкин), митрополит Саранский
- с 11 июля 2024 ― Мелетий (Кисняшкин)

## Благочиннические округа
По состоянию на ноябрь 2022 года:
- Ардатовский 1-й (посёлок городского типа Тургенево),
- Ардатовский 2-й (город Ардатов),
- Атяшевский 1-й (посёлок городского типа Атяшево),
- Атяшевский 2-й (село Атяшево),
- Болешеберезниковский (село Большие Березники),
- Большеигнатовский (село Большое Игнатово),
- Дубёнский (село Дубёнки),
- Чамзинский (посёлок городского типа Чамзинка).

## Монастыри
- Казанская Ключевская пустынь (мужская) (посёлок городского типа Тургенево).